# راتشت أند كلانك (لعبة فيديو 2016)
راتشت أند كلانك (بالإنجليزية: Ratchet & Clank)‏ ، هي لعبة فيديو إلكترونية من نوع إطلاق النيران والمنصات ، صدرت اللعبة بتاريخ 12 أبريل سنة 2016م ، وهي من تطوير شركة إنسومنياك غيمز ، وتعمل على نظام بلاي ستيشن 4 الحصرية. تم الإعلان عن تعريب اللعبة من قبل بلايستيشن السعودية بالتعاون مع ممثلي أصوات من أفلام ديزني وبيكسار المعربة حيث تدعم اللعبة خيار الدبلجة الصوتية لكن بدون ترجمة نص اللعبة.